# Juanjo Cardenal

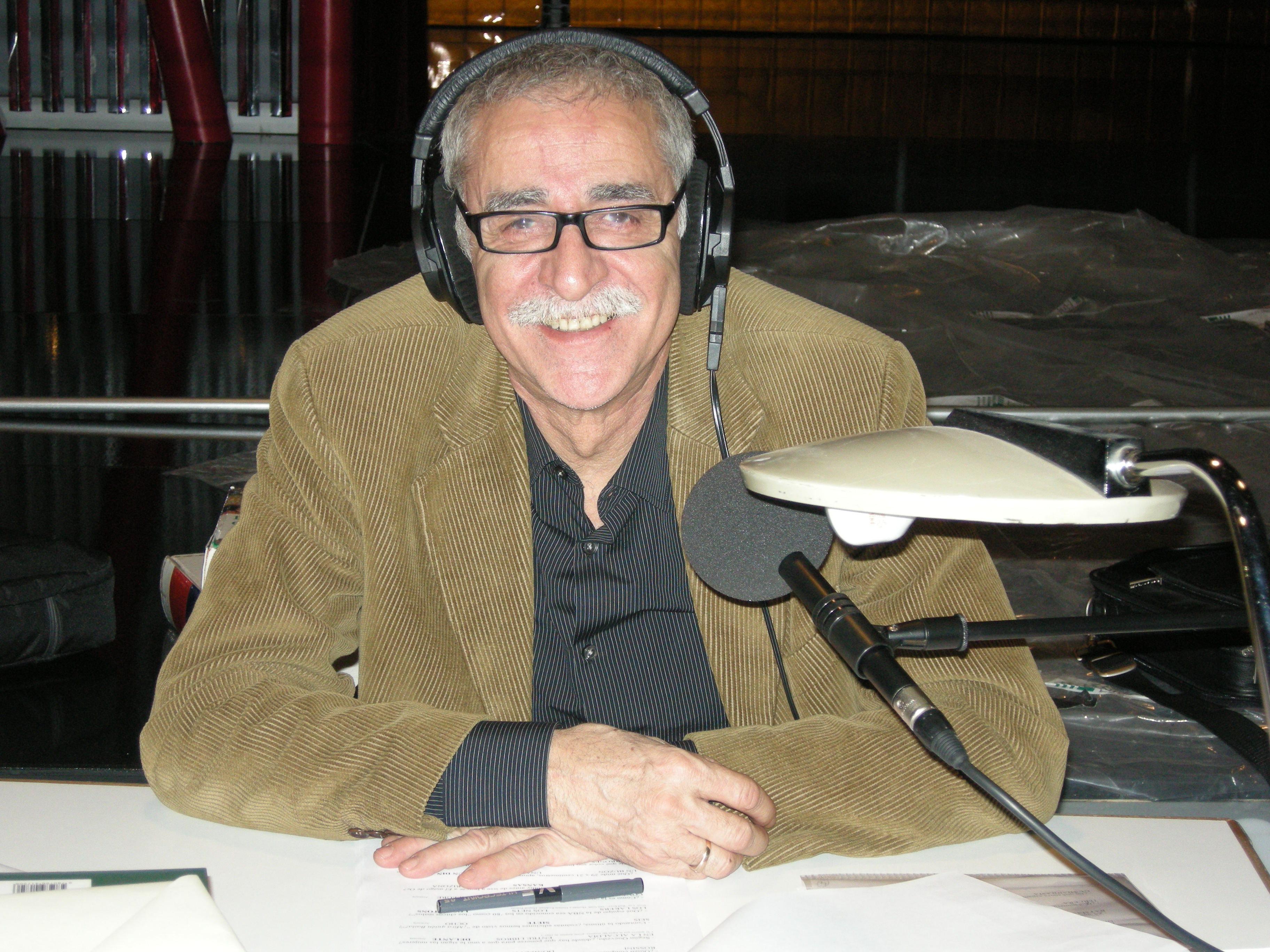

Juan José Cardenal López, conocido como Juanjo Cardenal, nacido en Madrid en 1950, es un expresentador de televisión español. Fue la voz en off del popular concurso de La 2 Saber y ganar durante 24 años, desde el inicio de la emisión del programa en 1997 hasta que el locutor decidió jubilarse en 2021 (entregando el relevo a Elisenda Roca). Con anterioridad había sido la voz en off de Si lo sé no vengo (1985–1988), un formato similar, también con Sergi Schaaff como director y Jordi Hurtado como presentador.